# Georgi Walentinowitsch Plechanow
Georgi Walentinowitsch Plechanow (russisch Гео́ргий Валенти́нович Плеха́нов, wiss. Transliteration Georgij Valentinovič Plechanov; * 29. Novemberjul. / 11. Dezember 1856greg. in Gudalowka, heute zur Oblast Lipezk; † 30. Mai 1918 in Terijoki, Finnland, heute Russland) war ein russischer Journalist und Philosoph, der die Erfahrungen des Scheiterns der russischen volksschwärmerischen und sozialrevolutionär-terroristischen Bewegung der Narodniki und den westeuropäischen Marxismus verband.

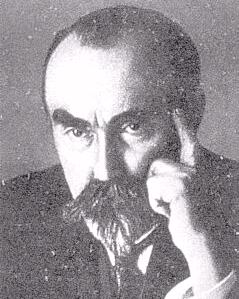
Georgi W. Plechanow (um 1895)

## Leben

### Anhänger der Narodniki
Plechanow entstammte einer Familie des mittleren russischen Landadels. Seine Kindheit verbrachte er in einer Kadettenanstalt, verließ aber die Petersburger Militärakademie 1873 nach wenigen Monaten. Ein anschließendes Ingenieurstudium führt er nicht zu Ende. Schon in seiner Jugend hatte er sich der revolutionären Bewegung angeschlossen. 1876 war er als zwanzigjähriger Student Redner bei der ersten russischen Arbeiterdemonstration, bei der rote Fahnen gezeigt wurden. Zunächst stand er den Narodniki nahe, distanzierte sich aber bald von deren Terrormethoden. In der Gruppe „Schwarze Umverteilung“ verfolgte er agarsozialistische Ziele. Im Unterschied zu anderen Narodniki verwies der junge Plechanow in seinen ersten theoretischen Schriften auf die Bedeutung der mit der Bauernschaft eng verbundenen städtischen Arbeiter, die wie die Bauern noch an den alten Gemeindeidealen festhielten.

### Exil und die GruppeBefreiung der Arbeit
1880 ging Plechanow ins Exil in der Schweiz, wo er bis zur Februarrevolution 1917 blieb. Dort wurde er von der marxistischen Literatur Westeuropas reichlich beeinflusst.
Er wurde der geistige Vater und erste Parteiführer der russischen Sozialdemokratie, an deren Gründung 1883 in Genf er teilnahm. Die Gruppe Befreiung der Arbeit (Oswoboschdenije truda), die von Plechanow, Pawel Borissowitsch Axelrod, Wera Iwanowna Sassulitsch, Lew Grigorjewitsch Deitsch und Wassili Ignatow gegründet wurde, setzte sich zum Ziel, sozialistische Literatur Europas ins Russische zu übersetzen und die Narodniki in Russland zu bekämpfen. In diesem Zusammenhang schrieb Plechanow eigene theoretische Schriften, in denen er auf die Entwicklung des Kapitalismus in Russland und die führende Rolle der Arbeiterklasse in der Befreiungsbewegung hinwies. Ihm zufolge müsste die russische Arbeiterklasse zuerst den Europäisierungsprozess Russlands, der zu Beginn des 18. Jahrhunderts von Peter dem Großen eingeleitet wurde, zum Abschluss bringen und um die politische Freiheit kämpfen, bevor sie den Sozialismus anstreben konnte.
Seine Schrift Sozialismus und politischer Kampf (1883) stellte eine völlig neue Konzeption in der Geschichte der russischen sozialistischen Bewegung dar. In dieser Schrift wies Plechanow darauf hin, dass die Dorfbevölkerung wegen der rückständigen Verhältnisse nicht nur weniger als das Industrieproletariat fähig zur politischen Initiative, sondern auch weniger aufnahmebereit für die revolutionären Ideen sei. Deswegen müsse das Industrieproletariat die führende Rolle übernehmen und für die Demokratie und den Sozialismus kämpfen. Um die Macht zu ergreifen, müsste die Arbeiterklasse ihre eigene politische Partei gründen, anstatt ihre Energie hinter den Verschwörungsstrategien der Narodniki zu verbrauchen. Das aber setze eine aufgeklärte Arbeiterklasse voraus. Unter den Bedingungen Russlands, wo es weder eine moderne Wirtschaft noch ein organisiertes Proletariat gab, könnte eine revolutionäre Diktatur der Intelligenz fatale Folgen haben. Sie könnte die Gesellschaft zu einem patriarchalischen und autoritären Kommunismus führen, wobei eine sozialistische Kaste die nationale Produktion leiten würde. Die Grundkonzeption dieser Schrift fand ihren Ausdruck in den 1880er Jahren in zwei Programmentwürfen für eine sozialdemokratische Arbeiterpartei Russlands.
In seinen weiteren theoretischen Schriften wies er wiederholt auf den kapitalistischen Fortschritt in Russland hin, der zwangsläufig eine starke Arbeiterbewegung verursachen werde. In seiner Schrift Unsere Meinungsverschiedenheiten (1885) kritisierte er scharf die Narodniki und zeigte statistisch, dass die unumkehrbaren kapitalistischen Wirtschaftsverhältnisse die Dorfgemeinde zum Untergang führen würden. Er riet, so schnell wie möglich eine revolutionäre Arbeiterpartei aufzubauen. Die Arbeiterpartei könnte sich für ihn nur in engem Zusammenhang mit dem internationalen Sozialismus entwickeln. Er nahm mit anderen russischen Sozialisten am Gründungskongress der Zweiten Internationale in Paris teil, wo er gegen die Narodniki erklärte: „Die revolutionäre Bewegung wird in Russland als Arbeiterbewegung triumphieren, oder sie wird nie triumphieren.“
Der zweite Teil der Unsere Meinungsverschiedenheiten trug den Titel Zur Geschichte der Entwicklung der monistischen Geschichtsauffassung. An diesem Werk wurde nach Wladimir Iljitsch Lenin „eine Generation russischer Marxisten erzogen“. Plechanow wies in diesem Buch darauf hin, dass Russland den Weg der kapitalistischen Entwicklung nicht mehr verlassen könne, den es mit der Aufhebung der Leibeigenschaft 1861 betreten habe. Die Dorfgemeinde, die Karl Marx unter Umständen als den „Stützpunkt der sozialen Wiedergeburt Russlands“ also zu einer Möglichkeit des Sozialismus sah, müsse also Plechanow zufolge durch den Kapitalismus zerstört werden. Wer das Land befreien konnte, waren nicht die Bauern, sondern die Arbeiterbewegung im Bündnis mit anderen revolutionären Sozialschichten.
International wurde Plechanow durch seine Arbeiten zum historischen Materialismus bekannt.

### Menschewiki

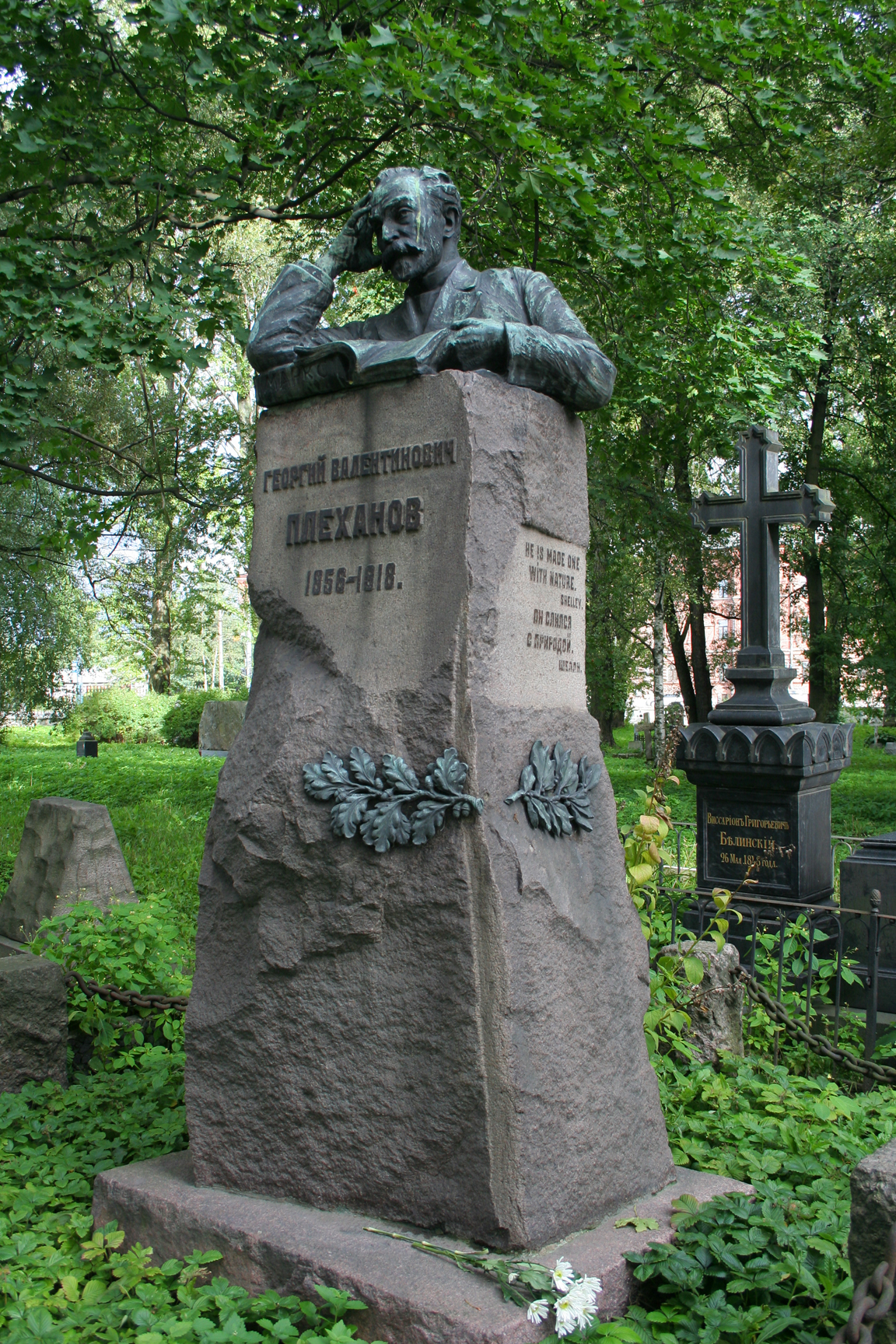
Grab auf dem Wolkowo-Friedhof, St. Petersburg

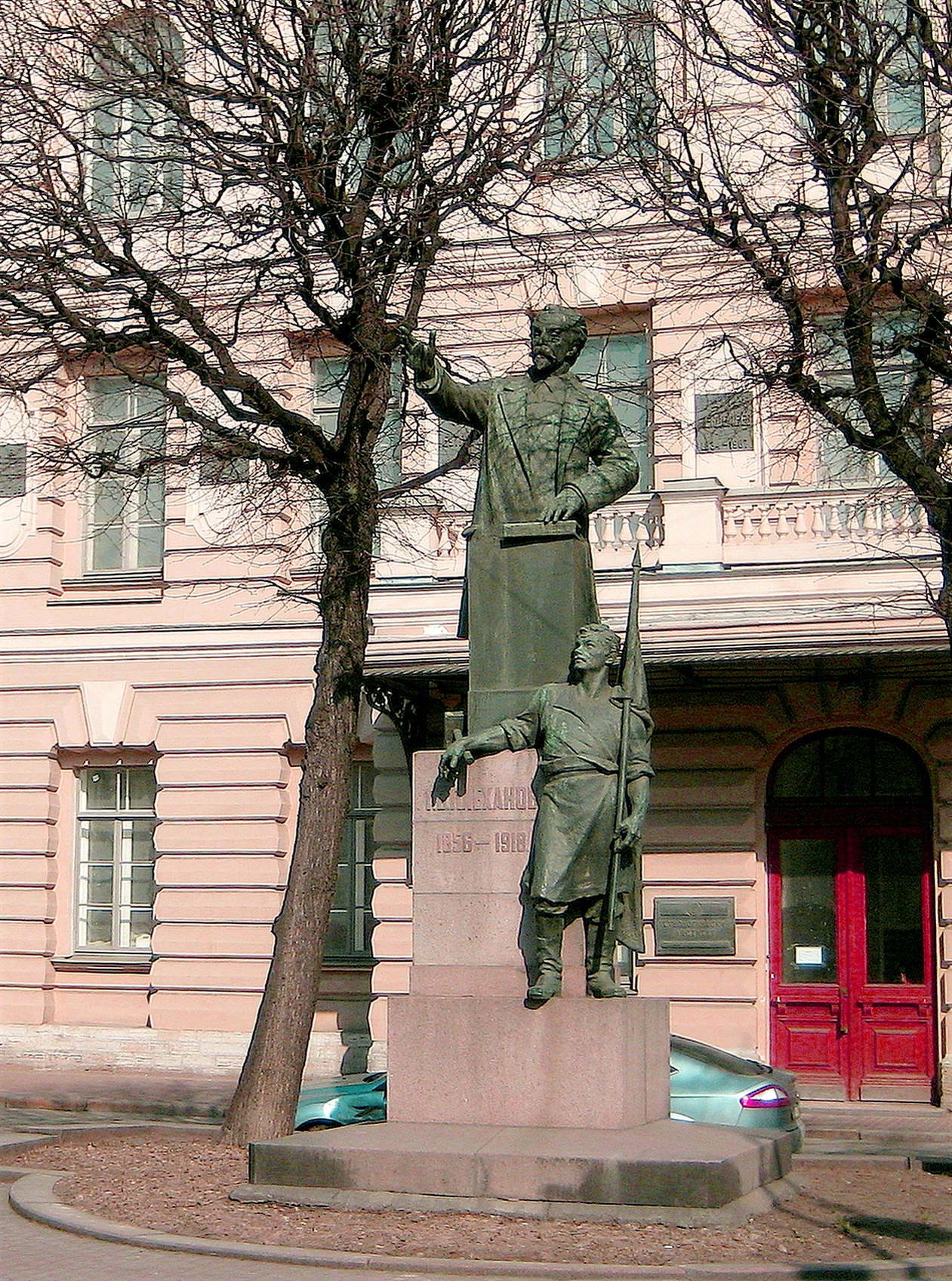
Plechanow-Denkmal (I. J. Ginzburg, M. J. Charlamow, J. G. Gewirz, 1924), Technologitscheskaja Ploschtschad, St. Petersburg

Er war namentlich für Wladimir Iljitsch Lenin, dem er 1895 in Genf erstmals begegnete, theoretische Vater- und Freund-Figur, bis sie sich 1900 in Genf zerstritten. Dabei ging es um die Gründung der Zeitschrift Iskra (Искра – Der Funke), die das Zentralorgan der Partei werden sollte. Plechanow hätte die Zeitung, auch um selber stärker Einfluss nehmen zu können, gerne in Genf angesiedelt, doch Lenin und Alexander Potressow setzten durch, dass Verlagsort zunächst München wurde. Lenin notierte später enttäuscht, Plechanow habe sie wie „dumme Jungen“ behandelt und zu „Sklaven“ machen wollen. Für ihn war Plechanow seitdem ein „gestürzter Götze“. Nach Veröffentlichung von Lenins Schrift Was tun? 1902, in der er die führende Rolle der revolutionären Intelligenz in der Arbeiterbewegung und das Prinzip des „demokratischen Zentralismus“ erläutert hatte, warf Plechanow ihm vor, er gebe damit einen Kerngedanken des Historischen Materialismus auf, nämlich dass das Sein das Bewusstsein bestimme, das Klassenbewusstsein also aus der materiellen Lebenssituation der Arbeiter erwachse.
Auf dem zweiten Parteitag der Sozialdemokratischen Arbeiterpartei Russlands (SDAPR), der 1903 in Brüssel und London stattfand, herrschte Einigkeit, dass nach den historischen Gesetzmäßigkeiten, an die man glaubte, zunächst eine bürgerliche Revolution Kapitalismus und Demokratie in Russland einführen würde, erst danach könne die proletarische Revolution den Sozialismus bringen. Plechanow sprach sich aber dagegen aus, aus dem allgemeinen Wahlrecht „einen Fetisch zu machen“. Gegebenenfalls sollte sich die Partei also über ein für sie ungünstiges Wahlergebnis hinwegsetzen. An der Frage der Parteiorganisation spaltete sich die Partei in zwei Flügel: Lenins Bolschewiki setzten das Kaderprinzip durch, die eher gemäßigten Menschewiki blieben in der Minderheit. Plechanow stellte sich dabei zunächst auf die Seite Lenins. 1904 stellte er aber an das Zentralkomitee der SDAPR den Antrag, Lenin „wegen bonapartistischer Tendenzen“ auszuschließen, was den Bruch zwischen beiden endgültig besiegelte. In der Folgezeit versuchte er mitunter seine Reputation als „Vater des russischen Marxismus“ zum Ausgleich zwischen den Parteiflügeln zu nutzen. Zunehmend verlagerte er seine Aktivitäten auf literarische und wissenschaftliche Arbeiten.  1912 wurde er mit den anderen Menschewiki aus der SDAPR ausgeschlossen. Während des Ersten Weltkriegs befürwortete er die zaristischen Kriegsziele. In der Februarrevolution 1917 und der Zeit der Doppelherrschaft blieb er politisch einflusslos. Nach Ausbruch der Oktoberrevolution wich er vor den Bolschewiki nach Finnland aus, wo er einige Monate später an Tuberkulose starb.

### Kritiker des Ökonomismus
Zusammen mit Axelrod gehörte Plechanow zu den ersten Kritikern des so genannten Ökonomismus:

„Wir lehnen uns nicht gegen die Agitation aus ökonomischen Anlässen auf, sondern gegen die Agitatoren, die die wirtschaftlichen Zusammenstöße zwischen Arbeitern und Unternehmern nicht wahrzunehmen wissen, um das politische Bewußtsein des Proletariats zu entwickeln.“

## Ehrungen
Nach Plechanow benannt worden sind unter anderem die Russische Plechanow-Wirtschaftsuniversität in Moskau, eine Bergbau-Hochschule in St. Petersburg und das Flusskreuzfahrtschiff "G. W. Plechanow".

## Werk

### Schriften (chronologisch)
- N. G. Tschernischewsky. J. H. W. Dietz, Stuttgart 1894 (Internationale Bibliothek, Bd. 20) (2. Aufl. Buchhandlung „Vorwärts“ Paul Singer, Berlin 1911, 3. Aufl. Berlin 1920).
- Anarchismus und Sozialismus. Verlag der Expedition des „Vorwärts“, Berlin 1894 (Digitalisat).
- Beiträge zur Geschichte des Materialismus. I. Holbach. II. Helvetius. III. Marx. J. H. W. Dietz, Stuttgart 1896 (Internationale Bibliothek, Bd. 29).
- Henrik Ibsen. J. H. W. Dietz, Stuttgart 1908 (Ergänzungshefte zur Neuen Zeit Nr. 3).
- Die Grundprobleme des Marxismus. Autorisierte Übersetzung von M. Nachimson. Verlag J.H.W. Dietz Nachf., Stuttgart 1910 (auch „Kleine Bibliothek“, Stuttgart 1920).
- N. Lenin / G. Plechanow: L.N. Tolstoi im Spiegel des Marxismus. Eine Sammlung von Aufsätzen mit einer Einleitung von W. M. Fritsche. Verlag für Literatur und Politik, Wien / Berlin 1928.
- Die Grundprobleme des Marxismus. Hrsg. von D. Rjazanov. Autorisierte Übers. aus dem Russischen von Karl Schmückle. Verlag für Literatur und Politik, Wien / Berlin 1929 (Marxistische Bibliothek Band 21).
- Über die Rolle der Persönlichkeit in der Geschichte. Verlag Neuer Weg, Berlin 1945.
- Über Materialistische Geschichtsauffassung. Verlag Neuer Weg, Berlin 1946.
- Beiträge zur Geschichte des Materialismus. Holbach Helvetius Marx. Verlag Neuer Weg, Berlin 1946.
- Kunst und Literatur. Vorwort M. Rosental. Redak. u. Kommentar N. F. Beltschikow. Übers. von Joseph Harhammer. Dietz Verlag, Berlin 1955.
- Über die Rolle der Persönlichkeit in der Geschichte. Verlag Philipp Reclam, Leipzig 1965.
- Alexander Uschakow / Pjotr Nikolajw (Hrsg.): Kunst und gesellschaftliches Leben. deb Verlag das europäische Buch, Berlin 1975, ISBN 3-920303-18-0.
- Die Grundprobleme des Marxismus. Verlag Progress, Moskau 1975.
- Zur Frage der Entwicklung der monistischen Geschichtsauffassung. Dietz Verlag, Berlin 1975 (Lizenzausgabe: Verlag Marxistische Blätter, Frankfurt am Main 1975, ISBN 3-88012-337-3.
- Beiträge zur Geschichte des Materialismus. J. H. W. Dietz Nachf., Berlin / Bonn-Bad Godesberg 1975.
- Über die Rolle der Persönlichkeit in der Geschichte. Verlag Marxistische Blätter, Frankfurt am Main 1976, ISBN 3-88012-419-1.
- Zu Hegels sechzigstem Todestag. Im Anhang: B. A. Tschagin: G. W. Plechanow – Ein hervorragender Theoretiker des Marxismus. Arbeiterkulturverlag / Edition Kultur u. Klasse, Düsseldorf 1978.
- Sozialismus und politischer Kampf. VTK, Frankfurt am Main / Gelsenkirchen 1980, ISBN 3-88599-000-8.
- Eine Kritik unserer Kritiker. Schriften aus den Jahren 1898 bis 1911). Dietz Verlag, Berlin 1982.
- Anarchismus und Sozialismus. Neuer ISP-Verlag, Köln 1995, ISBN 978-3-929008-87-6.
- 1917 – zwischen Revolution und Demokratie. Eine Auswahl von Artikeln und Reden aus den Jahren 1917 und 1918. Berliner Debatte, Berlin 2001, ISBN 3-931703-81-9.

### Artikel „Neue Zeit“
- Bernstein und der Materialismus In: Die neue Zeit : Revue des geistigen und öffentlichen Lebens. 1897–98, 2. Bd.(1898), Heft 44, S. 545–555.
- Die Aufhebung der bäuerlichen Haftpflicht in Rußland. In: Die neue Zeit. 1903-1904, 1. Bd.(1904), Heft 7, S. 199–205.
- Die proletarische Bewegung und die bürgerliche Kunst. In: Die neue Zeit.1905-1906, 2. Bd.(1906), Heft 27, S. 10–25.
- Die sozialpolitischen Zustände Rußlands im Jahre 1890. In: Die neue Zeit.1890–91, 2. Bd.(1891), Heft 47, 48, 49, 50, 51 und 52. S. 661–668, 691–696, 731–739, 765–770, 791-800 und 827-834.
- Die Zivilisation und die großen historischen Flüsse. In: Die neue Zeit. 1890–91, 1. Bd.(1891), Heft 14, S. 437–448
- G. J. Uspensky. Die volksthümliche Belletristik und die moderne Entwicklung Rußlands. Eine literarische Studie. In: Die neue Zeit. 1891–92, 2. Bd.(1892), Heft 48, 49, 50, 51 und 52, S. 678–683, 718–723, 750–757, 786–794 und 819-822.
- Konrad Schmidt gegen Karl Marx und Friedrich Engels. In: Die neue Zeit. 1898–99, 1. Bd.(1899), Heft 5, S. 133–145.
- Materialismus oder Kantianismus?. In: Die neue Zeit. 1898–99, 1. Bd.(1899), Heft 19 und 20, S. 589–596 und 626–632.
- N. G. Tschernischewsky. In: Die neue Zeit. (1890), Heft 8 und 9, S. 353–376und 404–442.
- Rußland vor einem Regime-Wechsel. In: Die neue Zeit. 1894–95, 1. Bd.(1895), Heft 8 und 9, S. 228–234 und 266–273.
- Über die Anfänge der Lehre vom Klassenkampf. In: Die neue Zeit. 1902-1903, 1. Bd.(1903), Heft 9 und 10, S. 275–286 und 292–305.
- Wie die Bourgeoisie ihrer Revolution gedenkt. In: Die neue Zeit. 1890–91, 1. Bd.(1891), Heft 4 und 5, S. 97–102 und 135–140.
- Zu Hegels's sechzigstem Todestag . In: Die neue Zeit. 1891–92, 1. Bd. (1892), Heft 7, 8 und 9, S. 198–203, 236–243 und 273–282.

### Übersetzungen
- 1882 Marx, Engels: Manifest der Kommunistischen Partei
- Karl Marx: Thesen über Feuerbach
- Friedrich Engels: Ludwig Feuerbach und der Ausgang der klassischen deutschen Philosophie